# Poecilopsis dispar
Poecilopsis dispar là một loài bướm đêm trong họ Geometridae.